# 황령산
황령산(荒嶺山)은 부산광역시 연제구와 부산진구와 남구 및 수영구에 걸쳐 있는 산이다.
대부분 안산암질로 구성되어 있고 산정이 비교적 평탄하며 곳에 따라 소규모의 성채경관을 나타내는 기반암이 노출돼 있다.
북동쪽으로 금련산이 연결되어있다.
《동국여지승람》 누를 황(黃)을 쓴 황령산(黃嶺山)으로 기록하여  '현의 남쪽 5리에 있다.'고 하였고, 《동래부읍지(1832년)》에는 거칠황(荒)을 쓴 황령산(荒嶺山)으로 기록하여 '화지산으로 뻗어나 있으며 마하사가 있다.'고 하였다.
황령산은 동래가 신라에 정복되기 이전에 동래지방에 있었던 거칠산국(居漆山國)에서 온 산 이름으로 보고 있다. 거칠산국에 있는 산이어서 '거츨뫼'라 했던 것이 한자화하는 과정에서 거칠 고개의 황령산이 되었다는 것이다.
이 산에는 1422년(세종 7년)에 설치된 봉수대가 있으며, 산 정상 바로 옆에는 방송국 송신탑 2개소가 있다.
부산광역시의 대표적인 야경 명소로 황령산에 오르면 해운대구와 광안리 일대를 볼 수 있다.

## 명소

### 황령산 봉수 전망대
2021년부터 황령산에 전망대를 세우는 사업이 시작되었다. 부산 한복판인 황령산에 추진하는 국내 최고 500미터 높이의 랜드마크 관광전망대가 들어설 예정이다.
고층 전망대가 들어설 경우, 인근 공중파 방송사 송신탑에 전파간섭이 우려되기 때문인데 사업 추진에 차질이 예상되고 있지만
이 문제는 현재 과학자들이 해결하고 있는 중이다.
사업의 핵심은 황령산 봉수대 인근에 해발 500m 높이로 봉수 전망대를 건설하고, 부산진구 전포동 서면에서 전망대와 연결되는 로프웨이(길이 539m, 캐빈을 줄에 매달아 수송하는 형태)를 설치하는 것이다. 아울러 음식 문화체험관과 복수박물관, 다목적 복합문화시설 등도 갖춘다. 하지만 이 사업을 놓고 환경단체의 반발이 일고 있다.

### 감로사
부산진구 전포동 밀리오레(서면아파트 주변 일대) 쪽 오르막길에 있는 사찰로 주로 승려가 거주하고 있는 조계종 부서인 감로사가 있다.

## 시설

### 방송 송신 시설
상기 방송 가시청 및 청취 권역은 부산광역시, 울산광역시, 경상남도 일부, 경상북도 남부 일부에 해당되며, 일본의 경우 쓰시마시 일부 지역에도 수신 가능하다. 단, FM 주파수가 88~108 MHz 짜리를 가진 라디오 제품을 사용하고 있다면 일본에서도 어렵게 청취할 수 있으며 TV의 경우 디지털 신호 문제로 인해 일본 쓰시마섬에서는 시청할 수 없다.
| 디지털TV  |                            |            |                      |       |                             |
| 가상채널  | 방송국명                   | 호출부호   | 물리채널             | 출력  | 가시청권                    |
| CH 6-1    | KNN 디지털TV               | HLDG-DTV   | CH 15                | 2.5㎾ | 부산, 김해, 창원, 거제 일부 |
| CH 7-1    | KBS부산 2TV                | HLKE-DTV   | CH 16                | 2.5㎾ | 부산, 김해, 창원, 거제 일부 |
| CH 9-1    | KBS부산 1TV                | HLKG-DTV   | CH 14                | 2.5㎾ | 부산, 김해, 창원, 거제 일부 |
| CH 10-1   | EBS 1TV                    | HLQL-DTV   | CH 18                | 2.5㎾ | 부산, 김해, 창원, 거제 일부 |
| CH 10-2   | EBS 2TV                    | HLQL-DTV   | CH 18                | 2.5㎾ | 부산, 김해, 창원, 거제 일부 |
| CH 11-1   | 부산MBC 디지털TV           | HLKU-DTV   | CH 17                | 2.5㎾ | 부산, 김해, 창원, 거제 일부 |
| UHDTV     |                            |            |                      |       |                             |
| 가상채널  | 방송국명                   | 호출부호   | 물리채널             | 출력  | 가시청권                    |
| CH 6-1    | KNN UHDTV                  | HLDG-DTV   | CH 53                | 2.5㎾ | 부산, 김해, 창원, 거제 일부 |
| CH 7-1    | KBS부산 2TV                | HLKE-UHDTV | CH 56                | 2.5㎾ | 부산, 김해, 창원, 거제 일부 |
| CH 9-1    | KBS부산 1TV                | HLKG-UHDTV | CH 52                | 2.5㎾ | 부산, 김해, 창원, 거제 일부 |
| CH 11-1   | 부산MBC UHDTV              | HLKU-DTV   | CH 55                | 2.5㎾ | 부산, 김해, 창원, 거제 일부 |
| FM라디오  |                            |            |                      |       |                             |
| 주파수    | 방송국명                   | 호출부호   |                      | 출력  | 가시청권                    |
| 88.9MHz   | 부산MBC FM4U               | HLKU-FM    |                      | 5㎾   | 부산, 김해, 창원, 거제 일부 |
| 89.9MHz   | BBS부산불교방송            | HLDA-FM    |                      | 5㎾   | 부산, 김해, 창원, 거제 일부 |
| 90.5MHz   | Busan e-FM                 | HLSX-FM    |                      | 1㎾   | 부산, 김해, 창원, 거제 일부 |
| 92.7MHz   | KBS부산 음악FM             | HLKB-FM    |                      | 5㎾   | 부산, 김해, 창원, 거제 일부 |
| 94.9MHz   | TBN부산교통방송            | HLDN-FM    |                      | 3㎾   | 부산, 김해, 창원, 거제 일부 |
| 95.9MHz   | 부산MBC 라디오             | HLKU-SFM   |                      | 3㎾   | 부산, 김해, 창원, 거제 일부 |
| 97.1MHz   | KBS부산 제2라디오(HappyFM) | HLKE-SFM   |                      | 3㎾   | 부산, 김해, 창원, 거제 일부 |
| 98.5MHz   | 부산국악방송               | HLQA-FM    |                      | 1㎾   | 부산, 김해, 창원, 거제 일부 |
| 99.9MHz   | KNN 파워FM                 | HLDG-FM    |                      | 5㎾   | 부산, 김해, 창원, 거제 일부 |
| 101.1MHz  | CPBC부산가톨릭평화방송     | HLDW-FM    |                      | 3㎾   | 부산, 김해, 창원, 거제 일부 |
| 102.1MHz  | 부산CBS 음악FM             | HLKP-FM    |                      | 1㎾   | 부산, 김해, 창원, 거제 일부 |
| 102.9MHz  | 부산CBS 라디오             | HLKP-SFM   |                      | 5㎾   | 부산, 김해, 창원, 거제 일부 |
| 103.7MHz  | KBS부산 제1라디오          | HLKB-SFM   |                      | 3㎾   | 부산, 김해, 창원, 거제 일부 |
| 104.9MHz  | WBS부산원음방송            | HLQJ-FM    |                      | 3㎾   | 부산, 김해, 창원, 거제 일부 |
| 105.7MHz  | KNN 러브FM                 | HLDG-2FM   |                      | 1㎾   | 부산, 김해, 창원, 거제 일부 |
| 107.7MHz  | EBS FM                     | HLQL-FM    |                      | 3㎾   | 부산, 김해, 창원, 거제 일부 |
| 지상파DMB |                            |            |                      |       |                             |
| 앙상블명  | 방송국명                   | 호출부호   | 채널(주파수)         | 출력  | 가시청권                    |
| Busan MBC | myMBC TV                   | HLKU-TDMB  | CH 12-A (205.280MHz) | 2㎾   | 부산, 김해, 창원, 거제 일부 |
| U-KBS     | KBS STAR                   | HLKA-TDMB  | CH 12-B (207.008MHz) | 2㎾   | 부산, 김해, 창원, 거제 일부 |
| U-KBS     | HD KBS STAR                | HLKA-TDMB  | CH 12-B (207.008MHz) | 2㎾   | 부산, 김해, 창원, 거제 일부 |
| U-KBS     | KBS HEART                  | HLKA-TDMB  | CH 12-B (207.008MHz) | 2㎾   | 부산, 김해, 창원, 거제 일부 |
| U-KBS     | KBS MUSIC                  | HLKA-TDMB  | CH 12-B (207.008MHz) | 2㎾   | 부산, 김해, 창원, 거제 일부 |
| KNN DMB   | KNNu                       | HLDG-TDMB  | CH 12-C (208.736MHz) | 2㎾   | 부산, 김해, 창원, 거제 일부 |
| KNN DMB   | ubc u                      | HLDG-TDMB  | CH 12-C (208.736MHz) | 2㎾   | 부산, 김해, 창원, 거제 일부 |

### 공원
1991년 전포1동에 황령산레포츠공원이 조성됐다.

## 같이 보기
- 한국의 산
- 부산타워
- 금정산
- 장산
- 감로사 (조계종)
- 광안대교